# フィーバーキャプテンハーロック
フィーバーキャプテンハーロックは、2007年1月にSANKYOが発売した、松本零士原作の宇宙海賊キャプテンハーロックとタイアップしたパチンコ機のシリーズ名。

CRフィーバーキャプテンハーロック VF-TVとCRフィーバーキャプテンハーロック SF-TV、CRフィーバーキャプテンハーロック MF-TVの3機種がある。

## 概要
液晶型のデジパチ。松本零士原作のタイアップ機第4弾として登場した。宇宙海賊ハーロックが宇宙戦艦アルカディア号に乗り侵略者と戦い続けるストーリーが展開される。

原作を活かしたシーンを演出に取り入れており、多数の登場人物が織り成す、フルアニメーションCGによるストーリー展開と、迫力の宇宙での戦闘シーンが本作の大きな特徴となっている。

液晶上部には、アルカディア号役モノが設置され、信頼度の高いリーチ時には一気に液晶中央まで降下するなど、迫力あるアクションを見せる。液晶右側には宇宙船の操縦部をイメージした舵輪も設置されており、2つの役モノが連動して可動することで、プレイヤーの期待度を高めてくれる。

当時のタイアップ機では珍しい横スクロールを採用しており、有効ラインが5ラインあるので、シングルリーチとダブルリーチが存在する。

3タイプのスペック違いの兄弟機が存在するが、ゲーム性に違いはなく、全て突然確変と時短を搭載しているシンプルな仕様となっている。

7連チャン以降の通常大当たり時にスペシャルラウンドが発生する。通常とはBGMと流れる映像が異なるプレミアムな演出となっている。

## スペック
- CRフィーバーキャプテンハーロック VF-TV[2]
  - 賞球数 3&10&14
  - 大当たり最高継続 15R（9カウント）
  - 大当たり確率 1/399.6
  - 確変中大当たり確率　1/40.1
  - 確変継続率　66%
  - 確変期間　次回大当たりまで
  - 時短システム　全ての大当たり終了後　100回転
- CRフィーバーキャプテンハーロック SF-TV
  - 賞球数 3&10&14
  - 大当たり最高継続 15R（9カウント）
  - 大当たり確率 1/350.5
  - 確変中大当たり確率　1/35.0
  - 確変継続率　60%
  - 確変期間　次回大当たりまで
  - 時短システム　全ての大当たり終了後　100回転
- CRフィーバーキャプテンハーロック MF-TV
  - 賞球数 3&10&14
  - 大当たり最高継続 15R（9カウント）
  - 大当たり確率 1/315.1
  - 確変中大当たり確率　1/31.5
  - 確変継続率　55%
  - 確変期間　次回大当たりまで
  - 時短システム　全ての大当たり終了後　100回転

## 図柄
確変図柄
- 1 - エメラルダス
- 3 - 台羽 正
- 5 - 大山 トチロー
- 7 - ハーロック

通常図柄
- 2 - ヤッタラン
- 4 - ラ･ミーメ
- 6 - 有紀 螢

## 演出
予告アクション
- ウィンドウ予告

出現するウィンドウのサイズ･登場キャラ･台詞によって信頼度が変化する。大きいサイズのウィンドウが出現すると信頼度は高くなる。登場キャラはハーロックやエメラルダスならアツい。
ウィンドウの枠が赤くなるキャラでの予告は信頼度が大幅アップとなり大チャンスとなる。
- 背景予告

変動中に隕石が落下してきたり、突然地面から火柱が上がるなど一目で分かる背景予告が数多く使われている。背景ごとに専用のミニキャラが存在する。
背景に大彗星･ビーム･火柱が出現したら信頼度がアップし、アルカディア号が出現したらプレミアムパターンとなる。
- チャンス目予告

画面上に同図柄がリーチ1コマずれの形で停止し、フラッシュすればチャンス目予告となり、連続すればするほど信頼度がアップする。連続中に舵輪が回れば激アツとなる。
- メモリー拡大予告

デジタル回転開始時に保留表示のドクロが拡大すれば信頼度が大幅にアップする。
- 舵輪スベリ

ハズレ出目の停止後、液晶右の舵輪が回り、スベリが発生して図柄が再始動しリーチに発展する。大当たり信頼度は高めの演出となっている。
図柄再始動の際、画面にハーロックが登場すると、変動が縦に変わる確変大当たり濃厚のプレミアムパターンとなる。
- 噴射口ステップアップ予告

デジタル回転中に噴射口の色が最大で3段階変化する。ステップ1では噴射口は白く発光する。ステップ2では黄色に光り、ステップ3までいけば緑もしくは赤に光る。発展すればするほどチャンスとなる。
ステップ3でレインボーに光った場合はプレミアムで超激アツとなる。
- アルカディア号予告

液晶上部のアルカディア号役モノを使った予告は4パターン存在する。
- フラッシュ

変動中やリーチ成立時に「ピキーン!」という甲高い音と共に光ればチャンスアップとなる。
この演出単独での期待度はそこまで高くなく、同一変動で2度光るパターンも存在する。
- シェイク

アルカディア号役モノがガタガタと震えるように作動し、チャンス目予告の前兆的な役割を担う。
擬似連中に複合することが多いが、信頼度に与える影響は小さく、リーチまで発展しないガセも多い。
- アタック

出現率が比較的高く、信頼度もかなり高い重要予告。発生タイミングはリーチ成立時で、激しい音を伴いながら液晶前面にアルカディア号役モノが降下する。
確変中に発生して大当たりした場合は、確変大当たりとなることが多い。
- スペシャル

ノーマルリーチハズレ後に、保留が減らずに次の変動が始まる。その瞬間、アルカディア号役モノが降下し、舵輪と連動して図柄が旋回を始める激アツ予告。
アルカディア号予告の中では最も大当たり信頼度が高く、確変中に発生した場合は確変大当たり濃厚となる。

リーチアクション
- ノーマルリーチ

シンプルなリーチアクションで信頼度は低い。
- ロングリーチ

ノーマルリーチから発展し、ブラックホール出現後に図柄がスロー移行になる。ハズレ後にハーロックカットイン出現でアルカディアリーチ［TV版］に発展する。
- プロミネンスリーチ

ノーマルリーチから発展し、燃える星からのマグマが図柄を燃やしていく。ロングリーチ同様に、ハズレ後にハーロックカットイン出現でアルカディアリーチ［TV版］に発展する。
- 台羽リーチ

台羽がチンピラらしき2人組みと格闘を始める。台羽が放ったパンチで図柄がクルクルと回転していく。喧嘩の相手が被っている帽子が金色だった場合はプレミアムパターンとなる。
- ヤッタランリーチ

ヤッタランが作った模型の飛行機が暴走し、ハズレ図柄を破壊していく。飛行機の色が通常と異なるとチャンスアップとなり、金色が出現するとプレミアムとなる。
- 有紀リーチ

路地裏で敵に追いかけられる有紀が銃で応戦し、ハズレ図柄を破壊していく。逃げている途中に一瞬だけ出現するゴミ箱の色が通常と異なるとチャンスアップとなり、金色が出現するとプレミアムとなる。
- マスさんリーチ

食事を作っているマスさんが魚を狙いに来た猫に向かって包丁を投げる。包丁は標的を猫から図柄に変えて攻撃を始める。猫が咥えた魚が金色ならプレミアムとなる。
- ミーメリーチ

ミーメが飲むワインの表面に図柄が次々と映し出されていく。グラスが置かれていたテーブルが金色ならプレミアムとなる。
- ドクターゼロリーチ

ドクターゼロの飼い猫であるミーくんがネズミを捕まえられれば大当たりとなる。演出中に発生する煙が金色ならプレミアムとなる。
- エメラルダスリーチ

エメラルダスが大きく映し出され、クィーン･エメラルダス号がマゾーン艦隊を次々と攻撃していき、最後に敵の母艦を撃破すれば大当たりとなる。
ダブルリーチ時のみ発展することがあるリーチアクションとなっている。
- アルカディアリーチ［TV版］

ロングまたはプロミネンスから発展。ハーロックが現れアルカディア号の発進と共に演出がスタートする。TV版アルカディア号の主砲が横向きになり、画面右から左へと青いビームが放たれる。
主砲で攻撃をして図柄を放射していくリーチアクションで、発生するだけでアツく信頼度は高めとなっている。
- アルカディアリーチ［劇場版］

キャラ系スーパーリーチの途中でハーロックかトチローが現れると発展。船首にドクロマークがある劇場版アルカディア号が登場し、乗務員たちがカットインした後、正面に向かって赤いビームが放たれる。
TV版同様に主砲でハズレ図柄を攻撃し大当たりを目指すリーチアクションとなっている。TV版よりも劇場版のほうが大当たり信頼度は高くなっている。

その他の演出
- スペシャルカットイン

ハズレ後に発生することがある復活アクション。ハーロックがカットインして大当たりとなる。
- ハーロックチャンス

通常大当たり図柄が揃った後に発生する再抽選アクション。アルカディアの攻撃で図柄が変われば確変昇格となる。有紀or台羽カットインが発生すれば昇格確定となる。
攻撃後に図柄のキャラクターが動き、モーション停止後の図柄が光った後にチェンジするパターンもある。
- ファイナルアクション

内部的に確変に当選している通常大当たりの最終ラウンドで発生する。ハーロックが画面を撃ち抜いて、いきなり確変突入が告知される。

アルカディアモード
突然確変当選時に移行するモード。突入タイミングは2種類あり、変動中に突然画面がプチュンとブラックアウトするパターンの他に、「1･3･5」のチャンス目停止後に画面が消灯し、突入するパターンが存在する。
画面消灯後、非常事態発生のムービーが流れた後に突確「アルカディアモード」に突入する。
アルカディアモード突入時の演出発生振り分けは、チャンス目停止より変動中の画面消灯からの突入割合の方が高くなっている。
画面が消灯して突確に突入するのかと思いきや、大爆発が発生して確変図柄が揃い、15ラウンド確変大当たりとなるプレミアムパターンも存在する。